# Рух ока під час читання
Рух ока під час читання є необхідним для обробки візуальної інформації, що її отримує зоровий аналізатор, коли людина читає написаний текст. Вперше рух ока було описано французьким офтальмологом Луї Еміль Жаваль наприкінці 19 століття. Він довів, що око під час читання рухається не постійно вздовж рядку, але короткими й швидкими рухами 
(saccades), між якими відбуваються короткі зупинки  (fixations). За відсутності на той час спеціальних технологій, Жаваль починав свої дослідження неозброєним оком. Перші технології відстеження з'явилися на зламі XIX-XX століть, що суттєво сприяли дослідженням. Починаючи з середини 20 століття було впроваджено три інновації: розвиток технологій відстеження без контакту з оком; впровадження комп'ютерних технологій для обробки величезних обсягів даних; поява когнітивної психології як теоретичної і методологічної бази досліджень процесів читання. Sereno & Rayner (2003) вважають, що найкращий підхід до виявлення механізмів розпізнавання слів лежить через дослідження руху очей event-related potential.

## Стрибкоподіні рухи очей
Люди, що добре вміють читати, рухають очима під час читання в середньому чотири рази на секунду. В момент, коли око фіксується, відбувається процес сприйняття інформації. В середньому фіксація триває 200–250 мс, але може коливатися в діапазноні від 100 до 500 мс. Відстань на яку око виконує стрибкоподібний рух відповідає відстані від 1 до 20 знаків, а в середньому - на 7–9 знаків. Стрибок триває 20–40 мс протягом цього часу бачення пригнічується, і притік нової інформації не відбувається. Точки фіксації ока, як і момент стрибку, може виявитись різною для різних людей, і навіть для однієї людини, при прочитанні одного і того ж тексту. Приблизно 15% часу навіть у досвідчених читачів іде на повернення очей до прочитаного вже матеріалу. Рух очей у людей, які читають повільно, мають більшу тривалість фіксації, меншу величину стрибків, а також частіше повертаються до прочитаного вже тексту. 

Ці основні факти про рух очей відомі вже протягом майже ста років, але тільки недавно дослідники почали дивитися на поведінку руху очей, як відображення процесу пізнання під час читання.

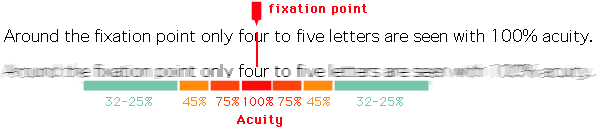
Діаргама ілюструє гостроту зору під час читання

Нижній рядок тексту імітує гостроту зору у відповідних відсотках. Труднощі розпізнавання тексту збільшуються з відстанню від точки фіксації.